# Clemens-Sels
Le Clemens Sels Museum Neuss est un musée d'art situé à Neuss. C'est une maison moderne en plusieurs parties, dans laquelle on peut voir l'art du Moyen Âge au Baroque et la peinture des Hollandais. La collection comprend des peintures des Nazaréens, des Préraphaélites et des Symbolistes de France, de Belgique et de Hollande. La collection d'art comprend également une vaste collection d'œuvres des expressionnistes rhénans et des primitifs modernes ainsi que de la peinture conceptuelle en couleur.
Le bâtiment abrite également d'importantes collections archéologiques, d'histoire urbaine et de folklore qui documentent l'histoire de Neuss, qui est, avec Trèves, l'une des plus anciennes villes d'Allemagne. 